# 埃里克·阿尔戈特·弗雷德里克松
埃里克·阿尔戈特·弗雷德里克松（瑞典語：Erik Algot Fredriksson，1885年6月13日—1930年5月14日），瑞典男子拔河运动员。他曾代表瑞典参加1912年夏季奥林匹克运动会拔河比赛，获得一枚金牌。